# Regno di Lunda
Il regno di Lunda fu un antico regno centrafricano dell'omonima etnia di lingua bantu dei bacini del Katanga e del Kasai (nel sud della Repubblica democratica del Congo) e dell'Angola del nord.
Fondato nel XV secolo dal capo Kongolo, nel XVIII secolo raggiunse la massima espansione come Impero Lunda, con il Kazembe e il Mozambico. L'antica capitale era Musumba.
I Lunda erano alleati dei Luba e le loro migrazioni e conquiste generarono un certo numero di tribù.
Si disciolse alla fine del XIX secolo sotto il dominio belga (Stato Libero del Congo), inglese (Rhodesia Settentrionale) e portoghese (Angola).

## Origine
Inizialmente, il nucleo di quella che sarebbe diventata la confederazione Lunda era un comune chiamato N'Gaange in lingua kiLunda (kiyaka-kipunu). Era governato da un monarca chiamato Mwane-a-n'Gaange. Uno di questi sovrani, Ilunga Tshibinda, proveniva dalla nazione di Luba, dove regnava suo fratello, e sposò una donna reale di una nazione situata a sud. Il loro figlio divenne il primo sovrano supremo dei Lunda, creando il titolo di Mwane-a-Yamvu (1665 circa).

## Apice
Il Regno Lunda controllava circa 150.000 km2 nel 1680. Lo Stato raddoppiò le sue dimensioni fino a raggiungere circa 300.000 km2 al suo apice nel XIX secolo. I Mwane-a Yamvo di Lunda divennero potenti militarmente a partire dalla loro base di 175.000 abitanti. Oltre a questa forza militare dovuta al numero, il Regno di Lunda ricevette anche consiglieri militari musulmani e alcune armi datate dalle città di Nyangwe e Kabambare. Grazie al matrimonio con i discendenti dei re Luba, ottennero legami politici.
I Lunda furono in grado di insediarsi e colonizzare altre aree e tribù, estendendo così il loro regno attraverso il Katanga sudoccidentale, in Angola e nello Zambia nordoccidentale, e verso est, attraverso il Katanga, in quella che oggi è la Provincia di Luapula dello Zambia. Il regno divenne una confederazione di numerosi capi tribù che godevano di un certo grado di autonomia locale (a patto che venissero pagati i tributi), con Mwata Yamvo come sovrano supremo e un consiglio direttivo (sul modello dei Luba) per assistere nell'amministrazione.
La forza del regno gli permise di conquistare il territorio di altre tribù, soprattutto a est. Nel XVIII secolo si verificarono diverse migrazioni fino alla regione a sud del lago Tanganica. I Bemba dello Zambia settentrionale discendono dai migranti Luba che arrivarono in Zambia nel corso del XVII secolo. Nello stesso periodo, un capo e guerriero Lunda chiamato Mwata Kazembe fondò un regno Lunda orientale nella valle del fiume Luapula.

## Collasso
Il regno di Lunda terminò nel XIX secolo, quando fu invaso dai Chokwe, armati di fucili. I Chokwe stabilirono quindi un proprio regno con la loro lingua e i loro costumi. I capi e il popolo Lunda continuarono a vivere nel cuore della regione, ma con un potere ridotto.
All'inizio dell'era coloniale (1884), il territorio dei Lunda fu diviso tra l'Angola portoghese, lo Stato Libero del Congo del re Leopoldo II del Belgio e gli inglesi nella Rhodesia nord-occidentale, che divennero rispettivamente Angola, RD Congo e Zambia. I gruppi Lunda della Rhodesia settentrionale erano guidati da due capi di spicco: Ishindi e Kazembe Kazembi, con Ishindi che stabilì il suo regno nel nord-ovest del Paese e Kazembe nel nord-est. Dei due capi di spicco, Ishindi era il primogenito di Mwanta Yamvo, mentre Kazembe fu nominato re come ricompensa per la sua fedeltà a Mwanta Yamvo.